# (9000) Hal
(9000) Hal es un asteroide perteneciente al cinturón de asteroides descubierto el 3 de mayo de 1981 por Edward L. G. Bowell desde la Estación Anderson Mesa, en Flagstaff, Estados Unidos.

## Designación y nombre
Hal fue designado al principio como 1981 JO. Más adelante, en 1999, se nombró por HAL 9000, la computadora de a bordo de la novela 2001: Una odisea espacial del escritor británico Arthur C. Clarke (1917-2008).

## Características orbitales
Hal orbita a una distancia media del Sol de 2,23 ua, pudiendo alejarse hasta 2,697 ua y acercarse hasta 1,763 ua. Tiene una inclinación orbital de 6,259 grados y una excentricidad de 0,2094. Emplea en completar una órbita alrededor del Sol 1216 días. El movimiento de Hal sobre el fondo estelar es de 0,296 grados por día.

## Características físicas
La magnitud absoluta de Hal es 14 y el periodo de rotación de 908 horas.